# Onódi Béla (labdarúgó)
Onódi Béla (Baja, 1921. május 15. – 1973. február 5.) magyar labdarúgó.
A Bajai SE-ben kezdett futballozni.
1956-ig a Bajai Építők edzője volt.

## Sikerei, díjai
- Ferencvárosi TC:
  - Magyar labdarúgó-bajnokság ezüstérmes: 1943–44
  - Magyar labdarúgó-bajnokság bronzérmes: 1942–43
  - Magyar kupa győztes: 1942–43, 1943-44